# Rashnash
Rashnash (persiska: رشنش) är en ort i Iran.   Den ligger i provinsen Kurdistan, i den nordvästra delen av landet, 400 km väster om huvudstaden Teheran. Rashnash ligger 1 491 meter över havet och antalet invånare är 236.
Terrängen runt Rashnash är huvudsakligen kuperad. Rashnash ligger nere i en dal.Runt Rashnash är det ganska tätbefolkat, med 60 invånare per kvadratkilometer. Närmaste större samhälle är Shūyesheh, 9,2 km nordost om Rashnash. Trakten runt Rashnash består i huvudsak av gräsmarker.